# متحف الناصرية
متحف الناصرية أو متحف الناصرية الحضاري هو متحف أنشأ عام 1969 من قبل شركة جولنبجيان البرتغالية على ضفاف نهر الفرات صوب الشامية بجانب جسر الزيتون وضم بناية المَتحف 14 قاعة عُرض فيه القطع الأثرية موزعة بالتساوي على طابقين بالإضافة إلى جناح الإدارة وقاعة المكتبة إضافة إلى القسم الآخر الذي يضم دائرة أعمال مفتشية الآثار.

## تاريخ المتحف

### بناء المتحف
أنشأ المَتحف في عام 1969 من قبل شركة كولنبكيان البرتغالية على ضفاف نهر الفرات صوب الشامية بجانب جسر الزيتون وضمت بناية المتحف 14 قاعة آنذاك للقطع الأثرية موزعة بالتساوي.

### أغلاق المَتحف
كان المتحف مفتوحاً للزائرين ويحتوي على مجموعة من الآثار الأصلية والنسخ الجبسية حتى عام 1991 حيث أغلق بعد أن تمت عملية نقل آثارة إلى المتحف العراقي ببغداد واستمر الإغلاق مع بقاء القطع الأثرية الكبيرة كالتماثيل الحضرية وبعض النسخ الجبسية في القاعة الآشورية.

### افتتاح المتحف
عملاً بتوجيهات وزير السياحة والآثار عادل فهد شرشاب حول إعادة تأهيل وافتتاح متحف الناصرية بالتعاون مع كوادر المتحف العراقي والتنسيق مع مجلس محافظة ذي قار فقد تم افتتاحه أمام الزائرين بعد غلقه لمده 25 عاماً ويَضم الآن 7 قاعات و600 قطعة أثرية.

#### الزوار
منذ افتتاح المَتحف استقبل 1800 زائر من جنسيات مُختلفة. وقد أعلن المَتحف أستعداده لأستقبال سفرات مدرسية.

## وصلات خارجية
متحف الناصرية هيئة السياحة العراقية